# Antoon Van den Braembussche
Antoon A. Van den Braembussche (Eeklo, 9 juli 1946) is een Vlaams cultuurfilosoof, professor emeritus aan de Vrije Universiteit Brussel en dichter. Hij begon als dichter, werd docent in de geschiedfilosofie en specialiseerde zich later in de kunstfilosofie en comparatieve filosofie.
In zijn meer recente werk heeft hij zich gericht op postmodernisme, poststructuralisme en interculturele esthetica. Belangrijke thema's daarbij zijn representatie en collectieve herinnering, en de filosofie van de digitale cultuur en eigentijdse kunst.

## Loopbaan
In de jaren zeventig studeerde Van den Braembussche filosofie en moraalwetenschappen aan de Vrije Universiteit Brussel en rondde deze studies cum laude af. In 1980 werd hij aangesteld aan de Erasmus Universiteit Rotterdam, eerst als wetenschappelijk medewerker en vervolgens als Universitair Hoofddocent. In 1982 promoveerde hij cum laude in de geschiedfilosofie onder begeleiding van Jacques Ruytinx en Leo Apostel. Tijdens zijn loopbaan was hij gastdocent aan de universiteiten van Bielefeld, Calcutta, Jadavpur en Turku. Hij was tevens gastdocent aan de Universiteit van Amsterdam, de Internationale School voor Wijsbegeerte (ISVW), de School voor Comparatieve Filosofie Antwerpen (SCFA), het Centre Erasme, de Academia Vitae enzovoort. Op het einde van zijn loopbaan doceerde hij tevens deeltijds kunstkritiek aan de Vrije Universiteit Brussel. Hij is de auteur van een twintigtal boeken, zo’n 140 artikelen en tevens een achttal dichtbundels.

### Geschiedfilosofie
In de eerste plaats doceerde hij voornamelijk geschiedfilosofie, dit resulteerde in het inleidende handboek ‘Theorie van de Maatschappijgeschiedenis’. Dit boek tracht een inleiding te geven in de geschiedfilosofie. Van den Braembussche stelt een ‘pragmatische’ benadering voor die erop gericht is de afstand tussen theorie en praktijk van de geschiedenis te overbruggen. Eind jaren tachtig spitste hij zich binnen de geschiedfilosofie steeds meer toe op de collectieve herinnering, meer in het bijzonder op de aard van historische taboes en trauma’s. Dit leidde onder meer tot het artikel The Silenced Past. On the nature of historical taboos en Presenting the Unpresentable. On trauma and visual Art. In dit laatste artikel, dat in 2009 verscheen, stond de artistieke representatie van historische trauma’s centraal.

### Kunstfilosofie
Deze klemtoon op de artistieke representatie was niet toevallig. Inderdaad, sinds de jaren negentig lag de focus van het onderzoek steeds meer  op de kunstfilosofie. Dit resulteerde in de publicatie van Denken over Kunst (1994) een standaardwerk in de kunstfilosofie. Dit handboek biedt een systematische en begrijpelijke inleiding in de kunstfilosofie. Het is viermaal herdrukt en er zijn meer dan 20.000 exemplaren over de toonbank gegaan. Er verscheen een vertaling in het Engels, het Duits en sinds 2019 ook in het Koerdisch. Het boek bevat  een grondige maar heldere uiteenzetting van de klassieke, moderne en postmoderne theorieën over kunst, vanaf Plato tot en met Derrida. Elke theorie, elk hoofdstuk eindigt met “Het atelier van de kunstenaar” waarin de praktische relevantie van de besproken theorie wordt toegelicht aan de hand van de artistieke praktijk (Giacometti, Kosuth, Paul van Ostaijen, Kandinsky, Marcel Duchamp), en/of voorbeelden uit recente culturele praktijken, zoals de videoclip.
Denken over Kunst opende ook de deuren naar het kunstonderwijs. Zo was Van den Braembussche in het academiejaar 1997-1998 hoofd van het departement theorie aan de Jan van Eyck Academie. In het begin van het millennium was hij verschillende jaren gastdocent aan het Hoger Instituut voor Schone Kunsten (HISK). Door deze functies verwierf hij talrijke contacten met jonge, beloftevolle kunstenaars, zowel nationaal en internationaal. Dit leidde onder meer tot een unieke en intensieve samenwerking met beeldend kunstenaar Angelo Vermeulen met wie hij in 2008 het dialoogboek Baudelaire in Cyberspace publiceerde.

### Interculturele filosofie
Sinds 2008 begaf Van den Braembussche zich steeds meer op het terrein van de comparatieve en/of interculturele filosofie. Dit leidde allereerst tot de uitgave van Intercultural aesthetics, die in 2008 onder meer onder zijn redactie tot stand kwam. Meer recentelijk verscheen De stilte en het onuitsprekelijke waarin de grenzen tussen kunst en mystiek, religie en atheïsme, tussen westerse en oosterse filosofie worden doorbroken. Om deze grenzen te overschrijden toont hij de verwevenheid aan tussen het sublieme in de kunst en de mystieke ervaring in Oost en West. Beide, de sublieme en mystieke ervaring, kenmerken zich door de huiveringwekkende ervaring die ons oog in oog plaatst met de afgrond. In de vergelijking tussen de mystieke ervaring in Oost en West, tussen Zen en negatieve theologie, toont Van den Braembussche dat beide het onuitsprekelijke proberen te zeggen via de weg van ontkenning: ‘noch dit, noch dat’. Dit mondt uit in een meditatie over non-dualiteit, die de brug slaat tussen Oosterse en Westerse mystiek.

### Poëzie
Van den Braembussche liet zich, zoals reeds gezegd, ook als dichter gelden. Hoewel hij  al in 1967 als dichter debuteerde wordt zijn dichtbundel Liefdesverklaring als zijn eigenlijke, literaire debuut beschouwd. Deze bundel verscheen in 1979 onder het pseudoniem Tonko Brem in de Yang Poëzie reeks, werd door critici erg goed ontvangen en beleefde meteen een tweede druk. Door zijn bijna gelijktijdige aanstelling als docent aan de Erasmus Universiteit Rotterdam raakte de poëzie echter lange tijd op de achtergrond. Desondanks publiceerde Van den Braembussche nog een tweetal dichtbundels onder zijn pseudoniem.

Met zijn dichtbundel Kant-tekeningen (2007), die hij ditmaal onder eigen naam publiceerde, kreeg  zijn poëzie meteen ook een nieuwe wending. Vanaf nu bewoog zijn poëzie zich veel meer op het raakvlak tussen filosofie en kunst. Poëzie is immers ‘de creatieve plek bij uitstek waar kunst en filosofie elkaar kunnen ontmoeten.’ De meest recente en zevende dichtbundel Alles komt terug werd zeer positief ontvangen door critici. In deze bundel raken de drie kernelementen van kunst, spiritualiteit en filosofie elkaar dankzij de herhaaldelijke verwijzing naar Nietzsche’s “eeuwige terugkeer van het gelijke”. Deze dichtbundel is niet meer en niet minder dan een uiterste poging het onuitsprekelijke onder woorden te brengen, wat herinnert aan zijn filosofische verhandeling daarvan in het essayboek De stilte en het onuitsprekelijke. Zo stelt Jan Geerts:
‘Omdat in “Alles komt terug” de afwezigheid van woorden verdriet is, bezoekt Antoon Van den Braembussche de achterkant van de taal. … Want enkel daar kan het onuitsprekelijke gezegd worden. … Door het naamloze te noemen, raken we de dingen en de mensen om ons heen aan en worden we ook zelf aangeraakt. We zien de dingen voor het eerst écht en in dat zien laten we de wereld bestaan in al zijn complexiteit’
Ondanks het abstracte karakter blijft deze bundel tegelijk ook concreet en bevattelijk. Filosofie en poëzie houden elkaar in de beste gedichten perfect in evenwicht. Het is een bundel die gegroeid is uit poëtisch metier maar ook uit gerijpt levensinzicht. In die zin is Alles komt terug een verzameling die een ruim lezerspubliek kan aanspreken en inspireren”, aldus Dirk De Geest. Op zijn beurt getuigt Renaat Ramon: “Van den Braembussche weet met een beheerst vocabularium woorden te creëren die een geheel eigen, intieme sfeer oproepen. Dat is een eigenschap van grote poëzie.”

## Publicaties

### Wetenschappelijk werk en essays, een selectie
- Antoon Van den Braembussche. Theorie van de maatschappijgeschiedenis. Baarn, AMBO, 1980.
- Antoon Van den Braembussche. Denken over kunst. Een kennismaking met de kunstfilosofie, Bussum, Coutinho, 1994.
- Antoon Van den Braembussche (red.), Voorbij het postmodernisme. Bedenkingen aan gene zijde van het fin de siècle, Best, Damon, 1996.
- Antoon Van den Braembussche, Postmodernisme. Een intertekstueel Woordenboek, Budel, Damon, 2007.
- Antoon Van den Braembussche, Intercultural Aesthetics. A Worldview Perspective (samen met Heinz Kimmerle en Nicole Note), Brussel, ASP, 2008.
- Antoon Van den Braembussche en Angelo Vermeulen Baudelaire in cyberspace. Dialogen over kunst, wetenschap en digitale cultuur. ASP, Brussel, 2008.
- Antoon Van den Braembussche, Thinking Art. An introduction to Philosophy of Art, New York, Springer, 2009.
- Antoon Van den Braembussche. De stilte en het onuitsprekelijke. Over beeldcultuur, kunst en mystiek, Antwerpen, EPO, 2016.

### Dichtbundels, een selectie
- Tonko Brem, Liefdesverklaring. Gent, Yang Poëzie Reeks, 1979.
- Tonko Brem, In het Voorbijgaan. Antwerpen, Uitgeverij Contramine, 1985.
- Tonko Brem, Verzwegen Verleden. Gent, Uitgeverij J&J, 1995.
- Antoon Van den Braembussche, Kant-tekeningen. Leuven, Uitgeverij P, 2007.
- Antoon Van den Braembussche, Het uur van de wolf. Leuven, Uitgeverij P, 2014.
- Antoon Van den Braembussche, Alles komt terug. Leuven, Uitgeverij P, 2018.